# Єсава Олександра Василівна
Єсава Олександра Василівна (1894–1985) — більшовицька діячка, прокурор, член Верховного суду УРСР, редактор журналу «Кадри».

## Біографія
Народилася 1894 році у великій родині робітника Василя Єсави, який приїхав з Царицина в Дружковку в пошуках заробітку. Мала сестру-близнюка Анастасію.
У 1914 р. разом із сестрою вступила в РСДРП.
У жовтні 1917 р Олександра — член ревкому і штабу Червоної гвардії, відповідала за безперебійну роботу пошти і телеграфу.
4 грудня 1917 р. увійшла до складу Центрального штабу Червоної гвардії Донбасу.
Олександра виконувала обов'язки начальника політвідділу однієї з дивізій, одночасно редагуючи газету.
На початку 1920 р. наказом Реввійськради Олександру призначають заступником начальника політвідділу армії.
Після революції Олександра працювала секретарем Бахмутського повітового комітету РКП. У 1921 р ЦК Компартії України відкликав її для роботи в Верховний трибунал республіки. У наступному році вона — прокурор при Наркоматі юстиції, потім — член Верховного суду України. Пізніше знову працювала в апараті ЦК КП(б)У завідувачкою сектору, редактором журналу «Кадри».

## Твори
- Есава А. В. Купля-продажа домостроений в сельских местностях / А. В. Есава // Вестник Советской Юстиции. — Харьков, 1924. — № 3 (1 февраля). — С. 81 — 82.